# 부여 용정리사지
부여 용정리사지(扶餘 龍井里寺址)는 대한민국 충청남도 부여군 부여읍 용정리에 있는 백제의 절 터이다. 1984년 7월 26일 충청남도의 기념물 제48호로 지정되었다.

## 개요
절 이름이나 유래가 전해지지 않고 있으나 백제 절터로 추정된다.
남쪽으로 약간 경사진 곳에 절터를 배치했으며 주변에 금당터와 목탑터가 확인되었다. 많은 양의 백제 연꽃무늬 와당이 흩어져 있고, 장대석, 백제 기와와 토기 조각들이 출토되었다.
백제의 연꽃무늬 와당들로 보아 6세기 이전에 절이 지어진 듯 하며 가람배치는 1탑식으로 추정한다.

## 참고 자료
- 용정리사지 - 국가유산청 국가유산포털